# Lesjaverk
Lesjaverk är en ort i Lesja kommun i Innlandet fylke i Norge. Orten ligger i Gudbrandsdalen, vid Europaväg 136 och Raumabanan, vid den östra änden av insjön Lesjaskogsvatnet, där älven Gudbrandsdalslågen har sitt utlopp. Här finns Lesjaverks kyrka.

## Bilder

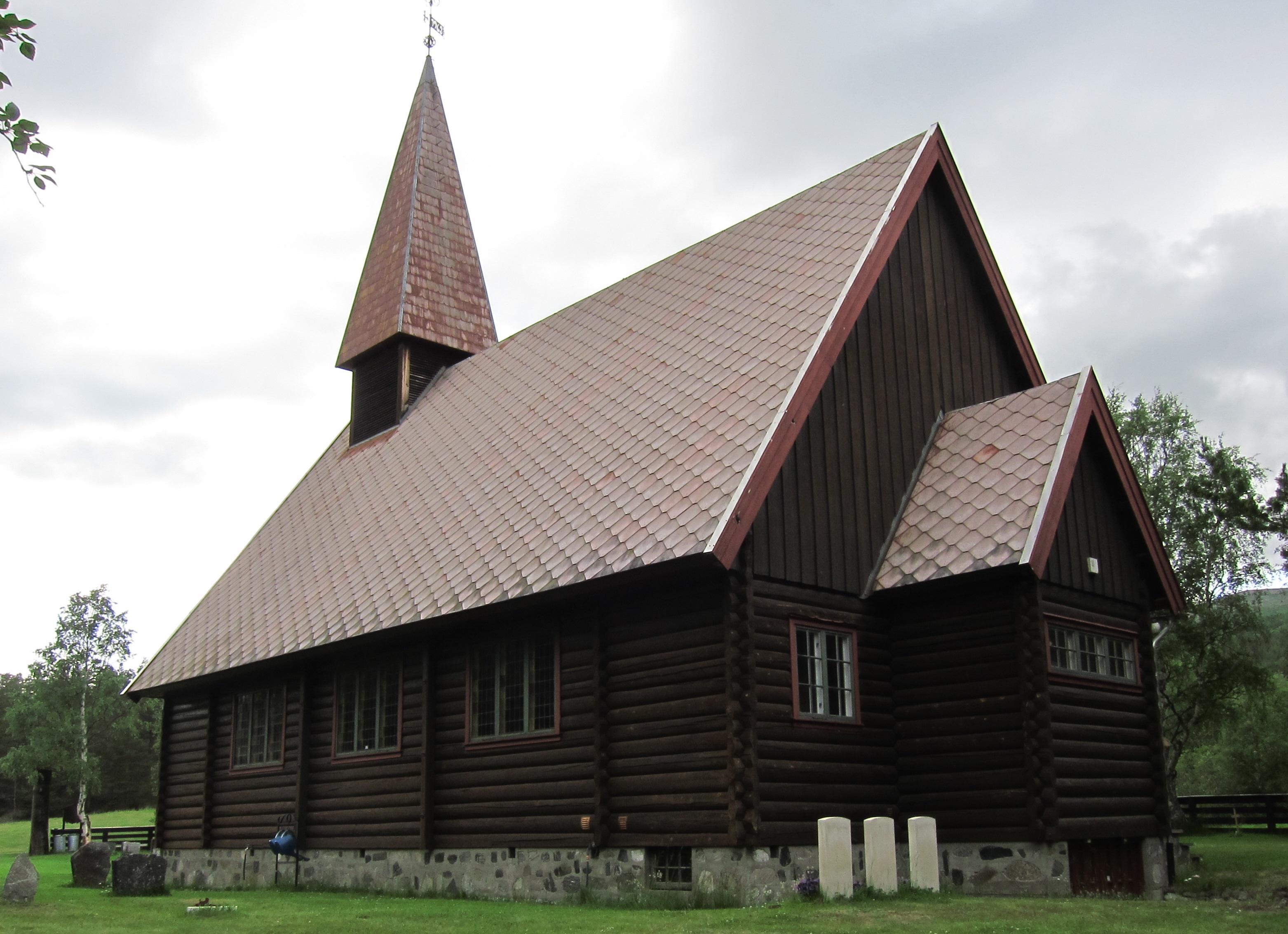
Lesjaverks kyrka.
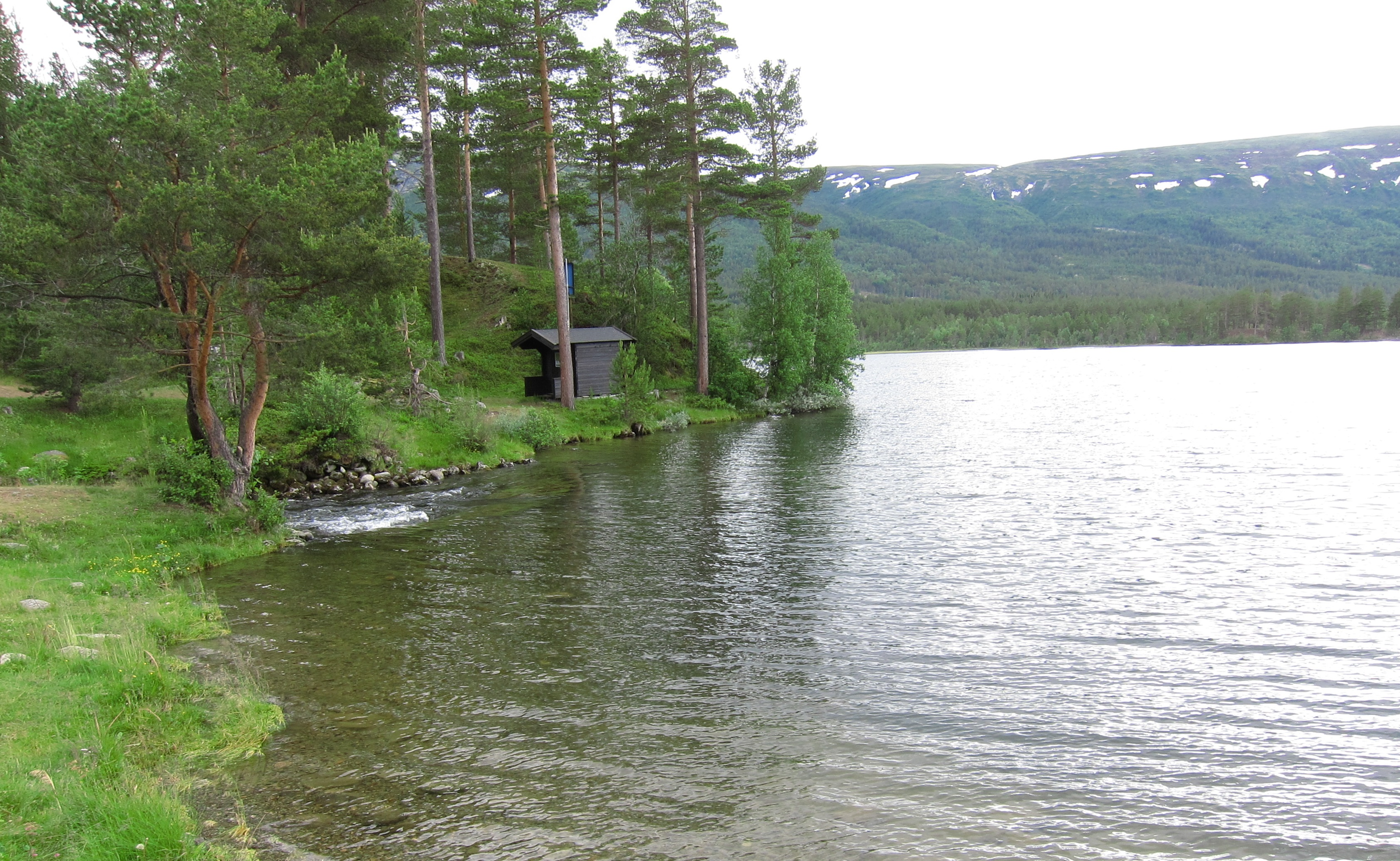
Lesjaskogsvatnet.
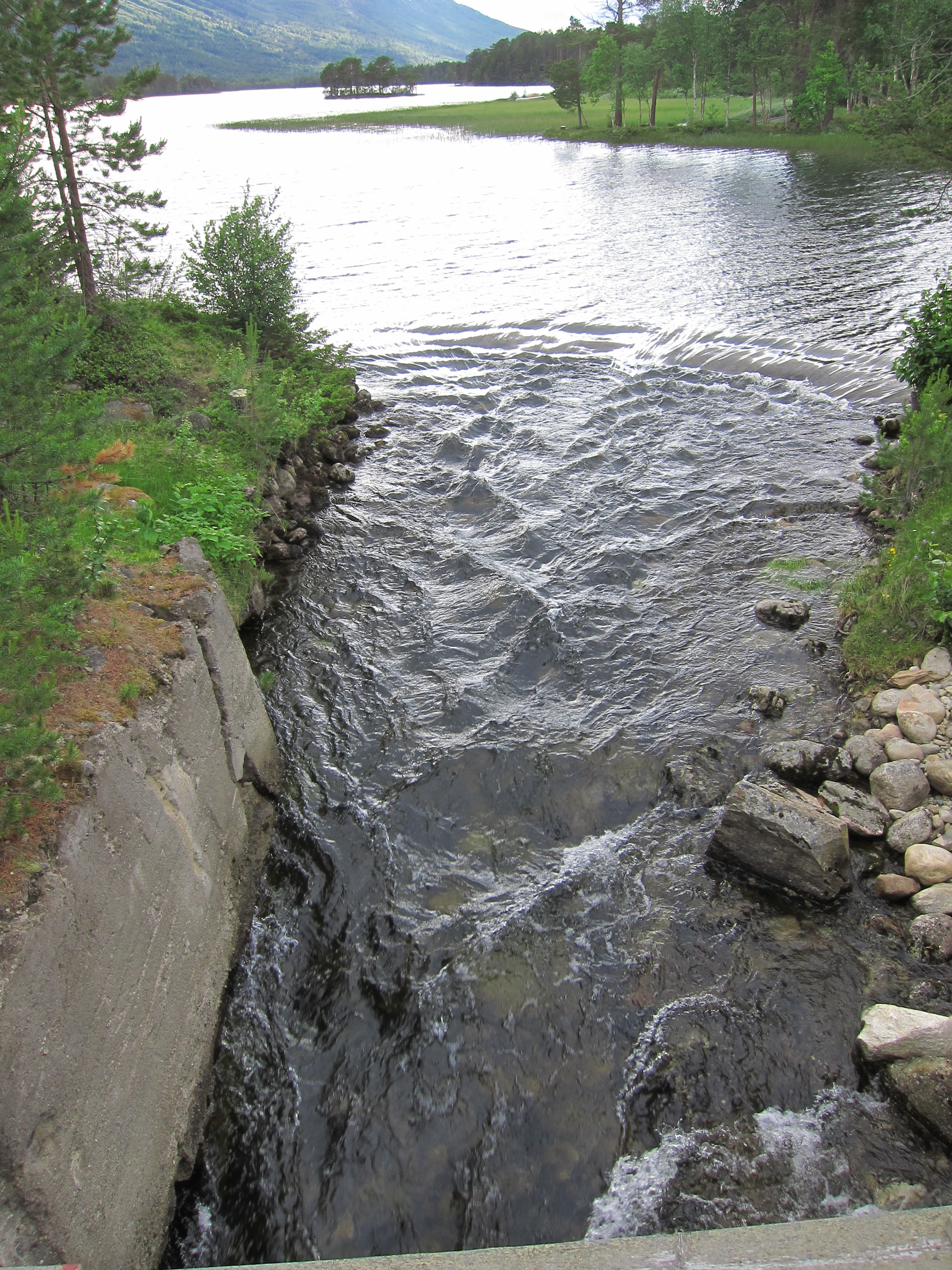
Gudbrandsdalslågens utlopp.